# János Brenner (Geistlicher)

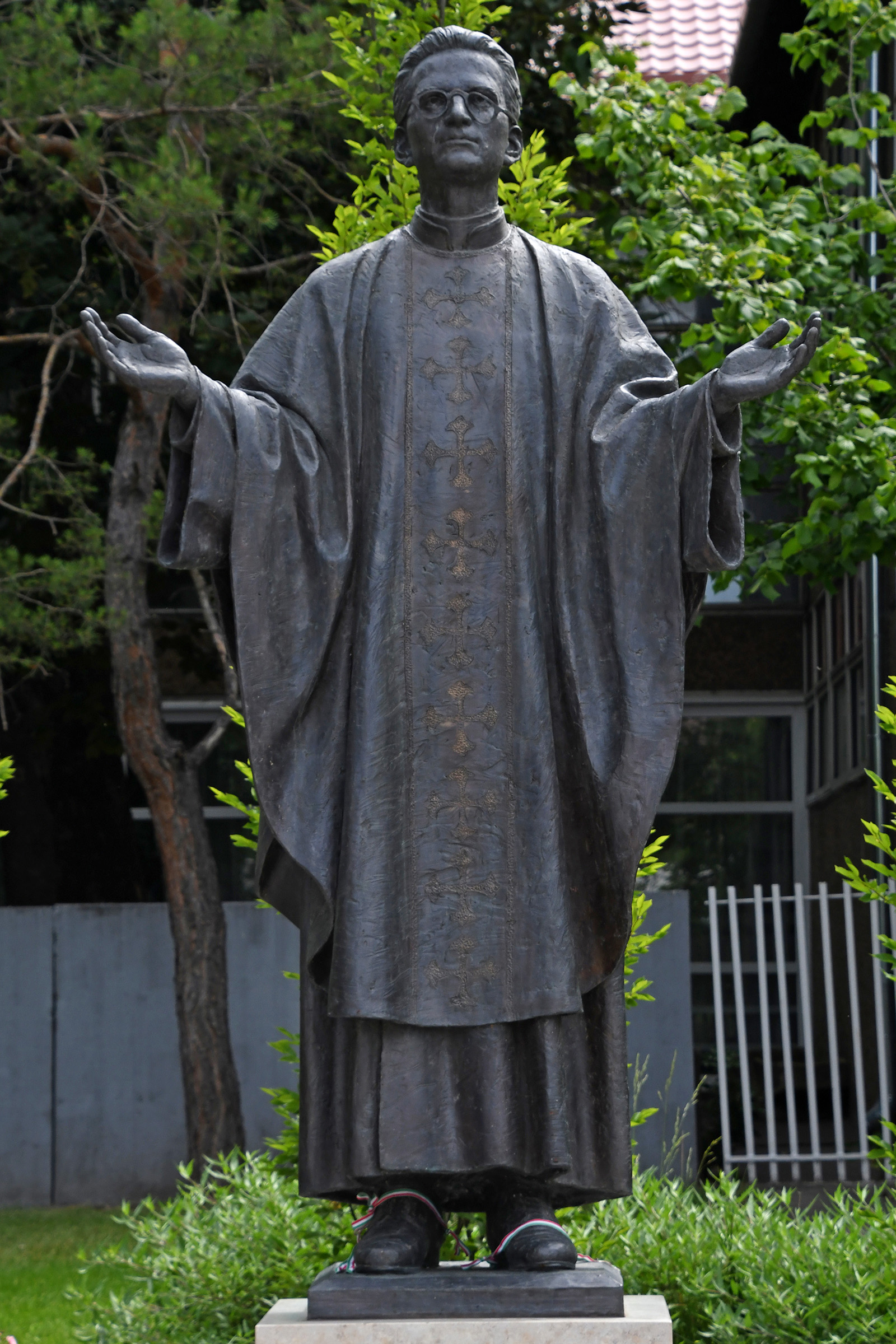
Statue von János Brenner in Csepel (Budapest, Ungarn)

János Brenner (* 27. Dezember 1931 in Szombathely; † 15. Dezember 1957 bei Rábakethely) war ein ungarischer römisch-katholischer Priester und Märtyrer der kommunistischen Kirchenverfolgung.

## Leben
János Brenner wuchs in einer sehr religiösen Familie mit zwei Brüdern auf, die ebenfalls Priester wurden. Er besuchte die Gymnasien der Zisterzienser in Pécs und der Prämonstratenser in Szombathely. Nach der Verstaatlichung der Schulen durch das kommunistische Regime legte er seine Abschlussprüfungen in Zirc ab. Schon als Schüler war er Oblate des Zisterzienserordens geworden, dem er nun als Novize mit dem Ordensnamen Anasztáz beitrat. Nachdem die Orden in Ungarn durch das Regime aufgelöst wurden, studierte er ein Jahr lang als Laienstudent an der Katholischen Akademie in Budapest und trat anschließend als Seminarist des Bistums Szombathely in das dortige Priesterseminar ein. Nachdem auch dieses Seminar geschlossen worden war, beendete er sein Studium in Győr und empfing am 19. Juni 1955 das Sakrament der Priesterweihe für das Bistum Szombathely.
Aufgrund der Unterdrückung des Zisterzienserordens in Ungarn war es ihm nicht möglich, seine klösterlichen Gelübde öffentlich abzulegen. Deshalb legte er die Profess heimlich ab, war in stetem Kontakt mit seinen Oberen und verstand sich als Untergrund-Zisterzienser. Dieses Schicksal teilte er mit nicht wenigen Mönchen, deren geheime Gelübde nach 1989 vom Vatikan anerkannt wurden.
Seine erste Stelle als Kaplan trat Brenner in Rábakethely an, wo er als beliebter und aktiver Seelsorger wahrgenommen wurde, aber auch, insbesondere nach dem Volksaufstand im Jahr 1956, die Aufmerksamkeit des kirchenfeindlichen Regimes auf sich zog. In der Nacht zum 15. Dezember 1957 wurde Brenner zu einem vorgetäuschten Versehgang in das Nachbardorf Zsida gerufen. Auf dem Weg dorthin wurde er überfallen und mit 32 Messerstichen ermordet.

## Gedenken
Die Ermittlungen nutzten die staatlichen Stellen, um die katholische Bevölkerung einzuschüchtern, und versuchten, die Gläubigen an der Teilnahme am Begräbnis in der Krypta der Salesianerkirche in Szombathely am 18. Dezember 1957 zu hindern. In der Volksrepublik Ungarn durften János Brenner und sein Tod bis zur friedlichen Revolution 1989 nicht erwähnt werden. Dennoch blieb die Verehrung des ermordeten Priesters als „ungarischer Tarzisius“ bis zum Ende des Kommunismus lebendig. 1989 wurde ihm zu Ehren am Ort seines Todes die Kapelle zum Guten Hirten errichtet.
Ein 2021 gegründetes Heim für Studenten der Philosophisch-Theologischen Hochschule Heiligenkreuz (Österreich) trägt ebenfalls den Namen „János-Brenner-Haus“.

## Seligsprechung
Der Bischof von Szombathely, István Konkoly, eröffnete am 3. Oktober 1999 den diözesanen Informationsprozess für die Seligsprechung János Brenners. Nach dem Abschluss dieses Verfahrens am 31. Juli 2008 wurden die Akten an die Kongregation für die Selig- und Heiligsprechungsprozesse in Rom übergeben, wo die Gültigkeit des Diözesanverfahrens am 30. September des folgenden Jahres bestätigt wurde.
Papst Franziskus bestätigte am 8. November 2017 das Martyrium János Brenners als Voraussetzung für die Seligsprechung, die am 1. Mai 2018 in Szombathely erfolgte.